# Дубравка Ковјанић
Дубравка Ковјанић (Београд, 5. октобар 1979) српска је филмска, телевизијска, позоришна и гласовна глумица.

## Биографија
Дубравка Ковјанић је рођена у Београду 5. октобра 1979. године. Глуму је дипломирала на Академији уметности у Новом Саду у класи професора Боре Драшковића. Играла је у Југословенском драмском позоришту, Звездара театру, Мадленијануму, Народном позоришту Сомбор, Народном позоришту Крушевац, Београдском драмском позоришту, Позоришту Душко Радовић, Позоришту на Теразијама, Битеф театру.
Такође се бавила и синхронизацијом анимираних и играних филмова и серија за студио Призор.

## Награде и признања
Свињски отац
- Награда Ардалион за најбољу младу глумицу и Награда „Авдо Мујчиновић” на IX Југословенском позоришном фестивалу[2]
- Награда за најбољу младу глумицу на 34. Данима комедије[3][4]
- Награда публике на Глумачким свечаностима „Миливоје Живановић” 2005.[5]
- Награда за глуму на 41. Фестивалу позоришта Србије „Јоаким Вујић” у Крагујевцу, 2005.[6]
- Награда из фонда „Даринка Дара Чаленић“ за најбољу младу глумицу на 50. Стеријином позорју[7][8]

Брод љубави
- Диплома за глумачко остварење у улози Јане на Јоакимфесту у Крагујевцу[9]

## Улоге

### Позоришне представе
| Наслов                                      | Улога                                           | Редитељ                                 | Позориште                          | Премијера           |
| ------------------------------------------- | ----------------------------------------------- | --------------------------------------- | ---------------------------------- | ------------------- |
| Лагум                                       | Собарица                                        | Алиса Стојановић                        | Атеље 212                          | 20. јун 1995.       |
| Опасне везе                                 | Цецилија (није била део премијерне поставке)    | Душан Петровић                          | Српско народно позориште           | 12. новембар 1997.  |
| Срећни принц                                | Сибил                                           | Ивана Булатовић                         | Народно позориште Сомбор           | 17. октобар 1998.   |
| Ивица и Марица                              | Марица                                          | Предраг Штрбац                          | Народно позориште Сомбор           | 25. новембар 1999.  |
| Корак — The step                            | Офелија                                         | Душан Јовић                             | Народно позориште Сомбор           | 28. јун 2001.       |
| Буђење пролећа                              | Теа                                             | Горчин Стојановић                       | Народно позориште Сомбор           | 29. септембар 2001. |
| Острво с благом                             | Бакица, Боца                                    | Радоје Чупић                            | Народно позориште Сомбор           | 25. децембар 2001.  |
| Опсада цркве Светог спаса                   | Кателина                                        | Кокан Младеновић                        | Народно позориште Сомбор           | 23. фебруар 2002.   |
| Отело                                       | Дездемона                                       | Оливера Ђорђевић                        | Портал театар Нови Сад             | 18. јул 2002.       |
| Радост убијања                              | Соња                                            | Душан Петровић                          | Народно позориште Сомбор           | 11. октобар 2002.   |
| Казимир и Каролина                          | Марија                                          | Ива Милошевић                           | Народно позориште Сомбор           | 14. децембар 2002.  |
| Мајстор и Маргарита                         |                                                 | Кокан Младеновић                        | Народно позориште Сомбор           | 22. март 2003.      |
| Цврчко и Мравко                             | Цврчка                                          | Ана Здравковић                          | Позориште „Пуж”                    | 23. март 2003.      |
| Маслачак и ретард                           | Маслачак                                        | Младен Поповић                          | Београдско драмско позориште       | 20. фебруар 2004.   |
| Свињски отац                                | Дука Сујић                                      | Егон Савин                              | Крушевачко позориште               | 21. април 2004.     |
| Школа                                       | Јулија                                          | Даријан Михајловић                      | Позориште „Душко Радовић”          | 21. јун 2004.       |
| Петар Пан                                   | Венди                                           | Кокан Младеновић                        | Позориште „Душко Радовић”          | 25. март 2005.      |
| Мала сирена                                 | Селена, Дворекс дама II                         | Ива Милошевић                           | Позориште „Душко Радовић”          | 18. мај 2005.       |
| Порнографија 1, 2,... 4                     |                                                 | Ана Миљанић                             | Центар за културну деконтаминацију | 31. август 2005.    |
| Београд - Берлин                            | Она                                             | Ксенија Крнајски                        | Звездара театар                    | 17. децембар 2005.  |
| Друга страна                                | Мала                                            | Милош Лолић                             | Југословенско драмско позориште    | 21. фебруар 2006.   |
| Брод љубави                                 | Јана                                            | Дарко Бајић                             | Звездара театар                    | 5. јун 2006.        |
| Брод за лутке                               | Алиса, Мала сестра                              | Слободан Унковски                       | Југословенско драмско позориште    | 5. јун 2006.        |
| Болест породице М.                          | Марта                                           | Лари Запиа                              | Југословенско драмско позориште    | 19. октобар 2006.   |
| Банат                                       | Магдалена Волф                                  | Дејан Мијач                             | Југословенско драмско позориште    | 1. фебруар 2007.    |
| Трт, мрт, живот или смрт                    | Офелија                                         | Ана Томовић                             | Белеф (касније УК „Вук”)           | 7. август 2007.     |
| Сањари                                      | Марија                                          | Милош Лолић                             | Југословенско драмско позориште    | 10. децембар 2008.  |
| Генерална проба самоубиства                 | Глумица, Девојка (премијерно играла Ана Франић) | Душан Ковачевић                         | Звездара театар                    | 12. децембар 2008.  |
| У мочвари                                   | Каролина Кесиди                                 | Егон Савин                              | Југословенско драмско позориште    | 10. мај 2009.       |
| La strada                                   | Ђелсомина                                       | Славенко Салетовић                      | Позориште на Теразијама            | 3. октобар 2009.    |
| Како вам драго                              | Феба                                            | Слободан Унковски                       | Југословенско драмско позориште    | 20. новембар 2009.  |
| Златокоса                                   | Нина                                            | Слободанка Алексић                      | Позориште „Пуж”                    | 9. април 2010.      |
| Лаза мамина маза                            | Тара                                            | Слободанка Алексић                      | Позориште „Пуж”                    | 14. април 2011.     |
| Patriotic Hypermarket                       |                                                 | Дино Мустафић                           | Битеф театар                       | 3. октобар 2011.    |
| Чудне љубави                                | Лисица                                          | Ђурђа Тешић                             | Позориште „Душко Радовић”          | 23. октобар 2011.   |
| Пет дечака                                  | Јуриј                                           | Ана Григоровић                          | Позориште „Душко Радовић”          | 28. фебруар 2012.   |
| Само нека буде лепо                         |                                                 | Марко Манојловић                        | Југословенско драмско позориште    | 24. октобар 2012.   |
| Отело                                       | Емилија                                         | Милош Лолић                             | Југословенско драмско позориште    | 23. децембар 2012.  |
| Миланковић                                  |                                                 | Александар Николић                      | Опера и театар Мадленијанум        | 23. новембар 2013.  |
| Змајеубице                                  |                                                 | Ива Милошевић                           | Југословенско драмско позориште    | 7. јун 2014.        |
| Јање, кокош, орао – Историја једне породице |                                                 | Аница Томић, Селма Спахић и Ана Томовић | Битеф театар                       | 15. јануар 2015.    |
| Магично поподне                             | Моника                                          | Ана Григоровић                          | Атеље 212                          | 19. јануар 2017.    |
| Дом Бернарде Албе                           | Магдалена                                       | Ана Григоровић                          | Народно позориште у Београду       | 5. април 2018.      |
| Зашто је полудео господин Р?                | Хана                                            | Бобо Јелчић                             | Југословенско драмско позориште    | 20. јун 2018.       |
| Натан Мудри                                 | Даја, Сита 4                                    | Јована Томић                            | Југословенско драмско позориште    | 9. март 2019.       |
| Дечак с кофером                             |                                                 | Дамјан Кецојевић                        | Позориште „Душко Радовић”          | 8. октобар 2020.    |
| Бескрајна прича                             | Сасафранијанац / Биће мрака                     | Ана Томовић                             | Позориште „Душко Радовић”          | 24. новембар 2023.  |

### Филмографија
|                   | 2000▼ | 2010▼ | 2020▼ | Укупно |
| ----------------- | ----- | ----- | ----- | ------ |
| Дугометражни филм | 1     | 5     | 4     | 10     |
| ТВ филм           | 0     | 0     | 0     | 0      |
| ТВ серија         | 3     | 6     | 6     | 15     |
| Кратки филм       | 2     | 6     | 0     | 8      |
| Укупно            | 6     | 17    | 10    | 33     |

| Год.       | Назив                                       | Улога                     |
| ---------- | ------------------------------------------- | ------------------------- |
| 2000-е▲    |                                             |                           |
| 2003.      | Лисице (серија)                             | Ања                       |
| 2004.      | Јелена (серија)                             | Девојка                   |
| 2004—2006. | Стижу долари (серија)                       | Маја Љутић                |
| 2007.      | Едина (кратки филм)                         | Едина                     |
| 2008.      | Последњи тренутак вечности (кратки филм)    | Дуња                      |
| 2009.      | Чекај ме, ја сигурно нећу доћи              | Матуранткиња              |
| 2010-е▲    |                                             |                           |
| 2010.      | Жена са сломљеним носем                     | Милица                    |
| 2011.      | Мирис кише на Балкану (серија)              | Марица                    |
| 2011—2012. | Непобедиво срце (серија)                    | Мила                      |
| 2012.      | Донт брејк мај турбофолк харт (кратки филм) |                           |
| 2012.      | Ако икада једне ноћи било кад (кратки филм) |                           |
| 2014.      | Мрак (кратки филм)                          | Нела                      |
| 2015.      | Ургентни центар (серија)                    | Наташа Бајић              |
| 2015.      | Парадигм (кратки филм)                      |                           |
| 2015.      | Отаџбина                                    | Сузана                    |
| 2017.      | Камен у руци (кратки филм)                  | Биљана                    |
| 2018.      | Злогоње                                     | Тања                      |
| 2018.      | Страно тело (кратки филм)                   |                           |
| 2018.      | Јутро ће променити све (серија)             | Дуња                      |
| 2018.      | Корени (серија)                             | Анђа                      |
| 2018.      | Асиметрија                                  | Лолина мама               |
| 2019.      | Жмурке (серија)                             | Мајка Даринка             |
| 2019.      | Александра                                  | Дубравка                  |
| 2020-е▲    |                                             |                           |
| 2020.      | Тајкун (серија)                             | Лидија Божовић            |
| 2020—2022. | Мочвара (серија)                            | Нина                      |
| 2021.      | Породица (серија)                           | Љиља                      |
| 2021.      | Келти                                       | Маријана                  |
| 2021.      | После зиме                                  | Нада                      |
| 2021—2023. | Бранилац (серија)                           | Даница Гајић / Владислава |
| 2021.      | Нечиста крв (серија)                        | Ташана старија            |
| 2022.      | Усековање                                   | Нена                      |
| 2023.      | Сунце мамино                                | Службеница                |
| 2024.      | V ефекат (серија)                           | Тина                      |